# Cheryl Spencer
Cheryl Kay Spencer es una diplomática jamaiquina. Sirvió como alta comisionada en Sudáfrica y posteriormente, el 12 de febrero de 2019, presentó sus credenciales como representante permanente de Jamaica ante las Naciones Unidas (ONU) y sus organismos especializados en Ginebra, Suiza.
Spencer se graduó en relaciones internacionales en la Universidad de las Indias Occidentales.